# Eendvogels
De Anseriformes (soms eendvogels genoemd) zijn een orde van watervogels. Hiertoe behoren drie families en 178 soorten.

## Kenmerken
De Anseriformes zijn middelgrote tot grote watervogels met vaak een plomp uiterlijk. Veel soorten hebben een lange hals, waarmee onder het wateroppervlak naar (hoofdzakelijk plantaardig) voedsel wordt gezocht. De meeste soorten hebben een afgeplatte snavel. De poten zijn voorzien van zwemvliezen, behalve bij de hoenderkoeten, die lange, kip-achtige poten hebben.

## Verwantschap
Uit DNA-onderzoek, onder andere gepubliceerd in 2004, blijkt dat ze samen met de Galliformes (hoendervogels) een aparte, oude groep van vogels vormen, de Galloanserae.  Al in het Krijt bestonden er eendachtige vogels, (Presbyornithidae).

## Taxonomie
De orde omvat de volgende families:
- Orde: Anseriformes (Eendvogels)
  - Familie: Anatidae (Zwanen, ganzen en eenden)
  - Familie: Anhimidae (Hoenderkoeten)
  -  Familie: Anseranatidae (Ekstergans)

De volgende fossiele vogels worden door sommigen ook tot de orde gerekend:
- Familie: Dromornithidae †
- Familie: Presbyornithidae †
- Soort: Vegavis iaai †